# Tête et épaules

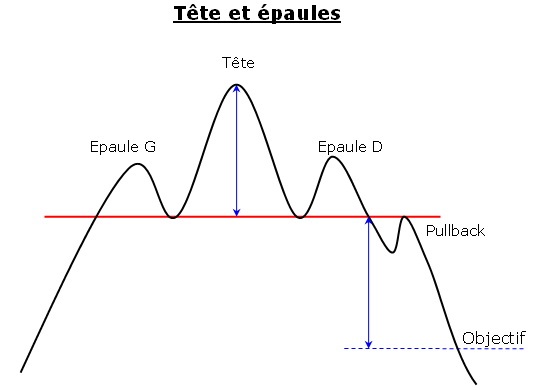
Figure chartiste Tête et épaules.

La figure « Tête et épaules » ou  « épaule-tête-épaule » (ETE) est une figure chartiste de retournement de tendance. L'ETE est la figure chartiste la plus connue des traders en analyse technique. Elle marque une volonté[pas clair] de retournement baissier du cours de l'actif.
Le figure « Tête et épaules inversée » (ETEi) est l'inverse d'une figure  « Tête et épaules » classique. Elle marque une volonté de retournement haussier du cours de l'actif financier.

## Représentation graphique
Graphiquement, le principe est le même que pour un triple top (succession de trois plus hauts), mais sur une figure « Tête et épaules » le deuxième sommet (la tête) est plus haut que les deux autres (les épaules). En théorie, le premier et le troisième sommet (épaules) doivent être approximativement de la même hauteur. Le deuxième sommet (la tête) doit être 1,5 à 2 fois supérieur à la hauteur des premier et troisième sommets (épaules). La plupart des traders s'accordent à dire que les espacements entre chaque sommet doivent être identiques. C'est un point d'identification important de cette figure chartiste.
Les creux formés après le premier et le deuxième sommets forment la « ligne de cou ».

## Objectifs de cours d'une figure «Tête et épaules»
Une figure « tête et épaules » est dite validée lorsque la représentation graphique théorique est respectée et que le cours casse à la baisse la ligne de cou.
L’objectif de cours d'une figure ETE est égal à la distance entre la ligne de cou et le sommet de la tête que l'on reporte symétriquement sous la ligne de cou.

## Statistiques
Voici quelques statistiques concernant l'épaule-tête-épaule (ETE) :
- La sortie de la figure ETE est baissière dans 93 % des cas de figure.
- L’objectif de la figure ETE est atteint lorsque la ligne de cou est cassée à la baisse, dans 63 % des cas de figure.
- Après cassure de la ligne de cou, le mouvement baissier se poursuit dans 96 % des cas de figure.
- Après sortie de la figure chartiste, le cours effectue un retour sur la ligne de résistance de l'actif (Traduit: Pullback en résistance en anglais)[Quoi ?] sur la ligne de cou dans 45 % des cas de figure.